# Женская сборная Сербии по баскетболу

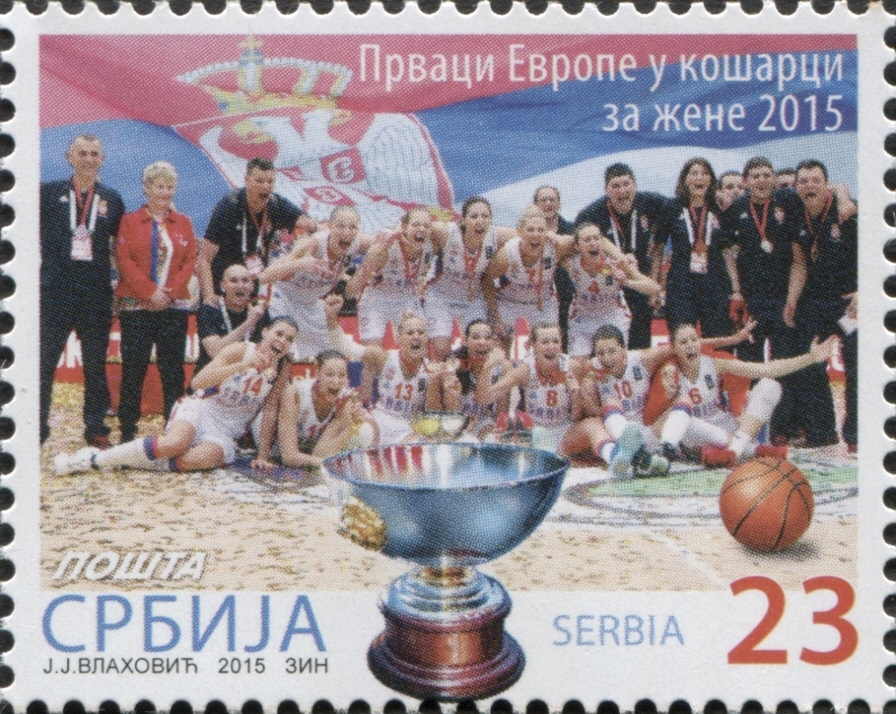
Почтовая марка Сербии, посвящëнная победе женской сборной Сербии по баскетболу на чемпионате Европы 2015

Женская сборная Сербии по баскетболу — национальная баскетбольная команда, представляющая Сербию на международной баскетбольной арене. Команда была образована в 1992 году. Наивысшими достижениями являются золотая медаль чемпионата Европы 2015 и 2021 годов, а также бронзовая медаль Олимпийских игр 2016.

## История
Дебют женской сборной Сербии по баскетболу на международной арене состоялся в 1992 году после распада Югославии. Первым крупным турниром в истории сборной Сербии стал чемпионат Европы 1995 года, где сербки не смогли преодолеть предварительный раунд. Следующие четыре Евробаскета останавливалась на стадии четвертьфинала. Наивысшего успеха в своей истории сербки добились в 2015 году, когда стали чемпионками Европы и при этом завоевали право участвовать в летних Олимпийских играх 2016 года в Рио-де-Жанейро.

## Результаты

### Олимпийские игры
- 2016  3-е место

### Чемпионат мира по баскетболу среди женщин
- 2002 : 12-е место
- 2014 : 8-е место
- 2022 : 6-е место

### Чемпионат Европы по баскетболу среди женщин
- 1995 10-е место
- 1997 8-е место
- 1999 7-е место
- 2001 5-е место
- 2003 8-е место
- 2005 9-е место
- 2007 11-е место
- 2009 16-е место
- 2013 4-е место
- 2015  1-е место
- 2017 11-е место
- 2019  3-е место
- 2021  1-е место
- 2023 5-е место
- 2025 13-е место

## Состав
| Перейти к шаблону «Состав сборной Сербии по баскетболу» | Состав сборной Сербии по баскетболу |  |

| Поз. | №  | Имя                   | Дата рождения (возраст)   | Рост   | Клуб            |
| ---- | -- | --------------------- | ------------------------- | ------ | --------------- |
| ЛФ   | 5  | Соня Васич            | 18 февраля 1989 (36 лет)  | 189 см | Спар            |
| АЗ   | 6  | Саша Чаджо            | 13 июля 1989 (35 лет)     | 178 см | Кароло          |
| АЗ   | 8  | Невена Йованович      | 30 июня 1990 (34 года)    | 179 см | Сопрон          |
| ТФ   | 9  | Елена Брукс           | 28 апреля 1989 (36 лет)   | 190 см | Сопрон          |
| З    | 10 | Даяна Бутулия         | 23 февраля 1986 (39 лет)  | 175 см | свободный агент |
| ТФ   | 11 | Александра Црвендакич | 17 марта 1996 (29 лет)    | 187 см | АСВЕЛ           |
| РЗ   | 12 | Ивонн Андерсон        | 8 марта 1990 (35 лет)     | 175 см | Венеция         |
| АЗ   | 23 | Ана Дабович           | 18 августа 1989 (35 лет)  | 183 см | БЛМА            |
| ТФ   | 24 | Майя Шкорич           | 10 ноября 1989 (35 лет)   | 184 см | Шекшард         |
| ЛФ   | 25 | Маша Янкович          | 1 февраля 2000 (25 лет)   | 187 см | Црвена Звезда   |
| ТФ   | 32 | Ангела Дугалич        | 29 декабря 2001 (23 года) | 193 см | Орегон          |
| Ц    | 33 | Тина Краишник         | 12 января 1991 (34 года)  | 190 см | Галатасарай     |